# Ranunculus minutiflorus
Ranunculus minutiflorus Bert. ex Phil. – gatunek rośliny z rodziny jaskrowatych (Ranunculaceae Juss.). Występuje naturalnie w południowej części Ameryki Południowej. 

## Rozmieszczenie geograficzne
Rośnie naturalnie w Argentynie oraz Chile. W Argentynie został zaobserwowany w prowincjach Chubut, Neuquén, Río Negro i Ziemia Ognista. W Chile występuje w regionach Coquimbo, Libertador, Maule, Biobío, Araukania, Los Lagos, Aisén, Magallanes oraz Region Metropolitalny. 

## Morfologia
PokrójBylina o owłosionych pędach. Dorasta do 10–30 cm wysokości.
LiścieSą potrójnie klapowane. Mają okrągły kształt. Brzegi są ząbkowane.
KwiatySą pojedyncze. Pojawiają się na szczytach pędów. Dorastają do 4 mm średnicy. Mają po 3 działki kielicha i płatki, lecz zdarza się, że są pozbawione płatków.

## Biologia i ekologia
Kwitnie od października do listopada. 